# Grabież polskich dóbr kultury w czasie II wojny światowej

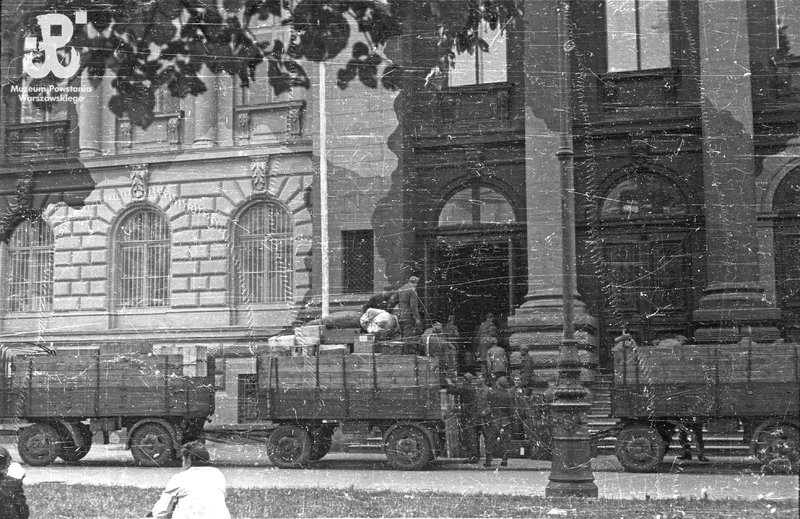
Grabież zbiorów Towarzystwa Zachęty Sztuk Pięknych w Warszawie, 1944

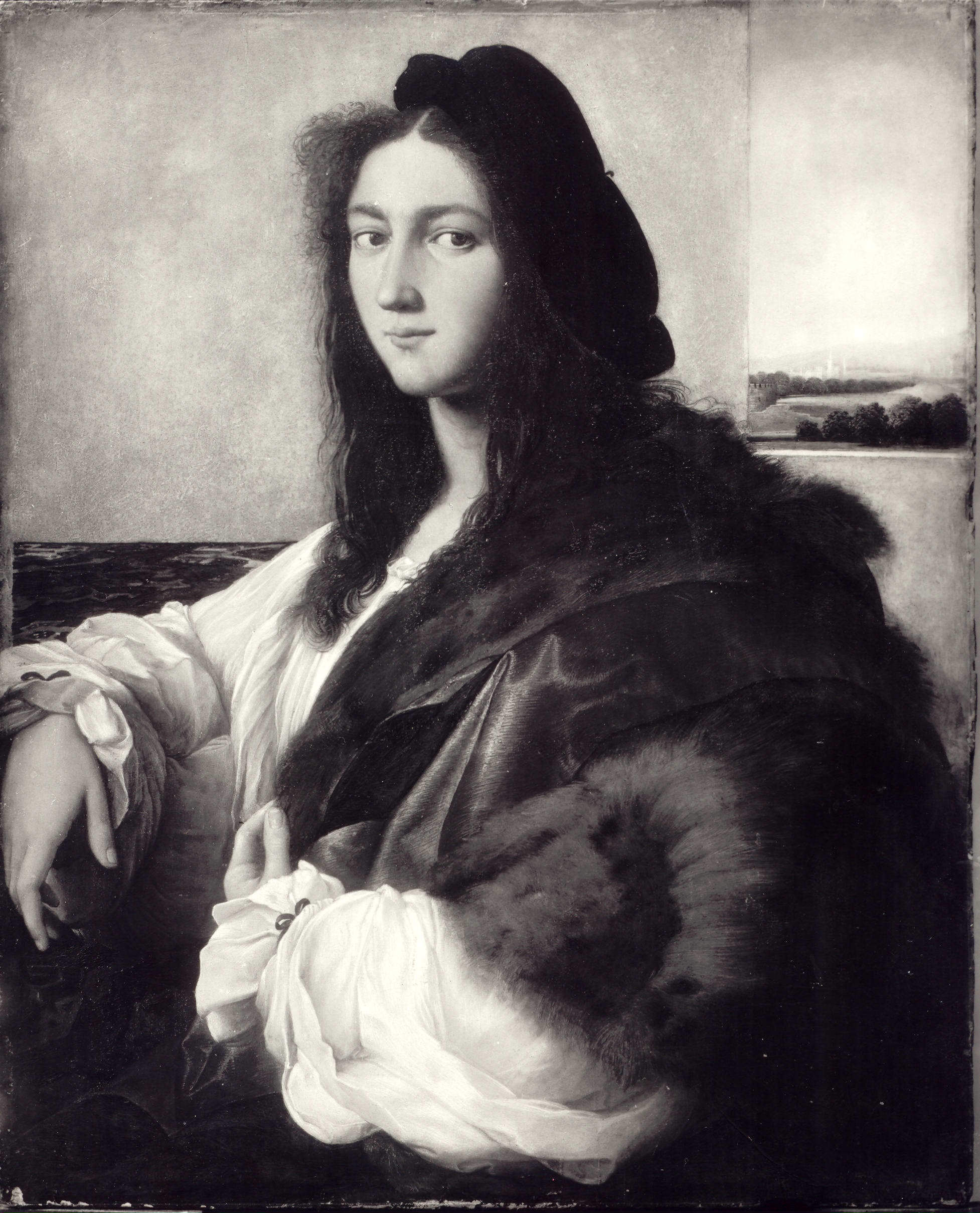
Rafael, Portret młodzieńca, zrabowany w 1940 z Muzeum Czartoryskich w Krakowie

Grabież polskich dóbr kultury w czasie II wojny światowej – zorganizowany i uprzednio zaplanowany rabunek polskich dóbr kultury prowadzony w latach 1939–1945 na terytorium państwowym Rzeczypospolitej Polskiej. Grabież rozpoczęła się wkrótce po agresji niemiecko-sowieckiej na Polskę. Działalność rabunkowa była organizowana i przeprowadzana głównie przez III Rzeszę, jednak ZSRR zagrabił również znaczącą część dzieł kultury i sztuki państwa polskiego i jego obywateli.
W 1945 r. Rząd RP na uchodźstwie opublikował The Nazi Kultur in Poland, pierwszy raport dotyczący grabieży dóbr kultury na terytorium RP okupowanym przez III Rzeszę.
Według Jana Pruszyńskiego szacunkowa wartość rynkowa dzieł sztuki zrabowanych przez Niemców i Rosjan w Polsce w latach 1939–1945 wynosi 30 mld dolarów.

## Skala grabieży
Powojenne szacunki utraconych przez Polskę dzieł sztuki i wywiezionych przez okupanta niemieckiego (obejmujące tylko zbiory udokumentowane), wskazują na ubytek ok. 2,8 tys. obrazów znanych europejskich szkół malarskich, 11 tys. obrazów autorstwa malarzy polskich, 1,4 tys. wartościowych rzeźb, 15 mln książek z różnych okresów, 75 tys. rękopisów, 22 tys. starodruków, 25 tys. map zabytkowych, 300 tys. grafik, 50 tys. rękopisów muzealnych, 26 tys. bibliotek szkolnych, 4,5 tys. bibliotek oświatowych i 1 tys. bibliotek naukowych (łączne straty bibliotek wyniosły ok. 22 000 000 woluminów), oraz wiele innych nieudokumentowanych eksponatów i przedmiotów wartościowych (m.in. 5 tys. dzwonów kościelnych).

### Książki
Podczas kampanii wrześniowej w 1939 spłonęły biblioteczne zbiory rapperswilskie przekazane w dwudziestoleciu międzywojennym przez Muzeum Polskie w Rapperswilu, które zdeponowane zostały w Bibliotece Narodowej. Według Biura Pełnomocnika Rządu ds. Polskiego Dziedzictwa Kulturalnego za Granicą na podstawie dokumentacji strat z ponad 40 000 polskich bibliotek stanowiących część sumy bibliotek w II RP oszacowano, że w bibliotekach publicznych oraz księgozbiorach prywatnych znajdowało się około 70 000 000 tomów, z czego straty wojenne oszacowano na 70–75%, czyli 50 000 000 tomów. Z liczby tej udokumentowano jednostkowo 1 200 000 książek szczególnie cennych, ze zbiorów specjalnych – manuskryptów i rzadkich starodruków. Biblioteki szkolne, oświatowe oraz czytelnie publiczne utraciły 90% swoich zasobów, biblioteki fachowe i prywatne 70%, naukowe 50–55%.

### Bilans
Ogółem okupant niemiecki dokonał w okupowanej Polsce rabunku ok. 516 000 pojedynczych dzieł sztuki o wartości szacunkowej 11,14 miliarda dolarów (według kursu z 2001). Wszystkie formalne wnioski o zwrot dzieł sztuki zakończyły się ich pozytywnym rozpatrzeniem.
Dużym problemem jest oszacowanie ilości i wartości dzieł sztuki wywiezionych z Polski przez Rosjan podczas i po II wojnie światowej.

## Grabieże niemieckie

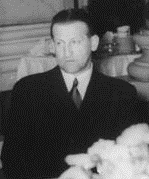
SS-Standartenführer Kajetan Mühlmann odpowiedzialny za rabunek sztuki w okupowanej Polsce

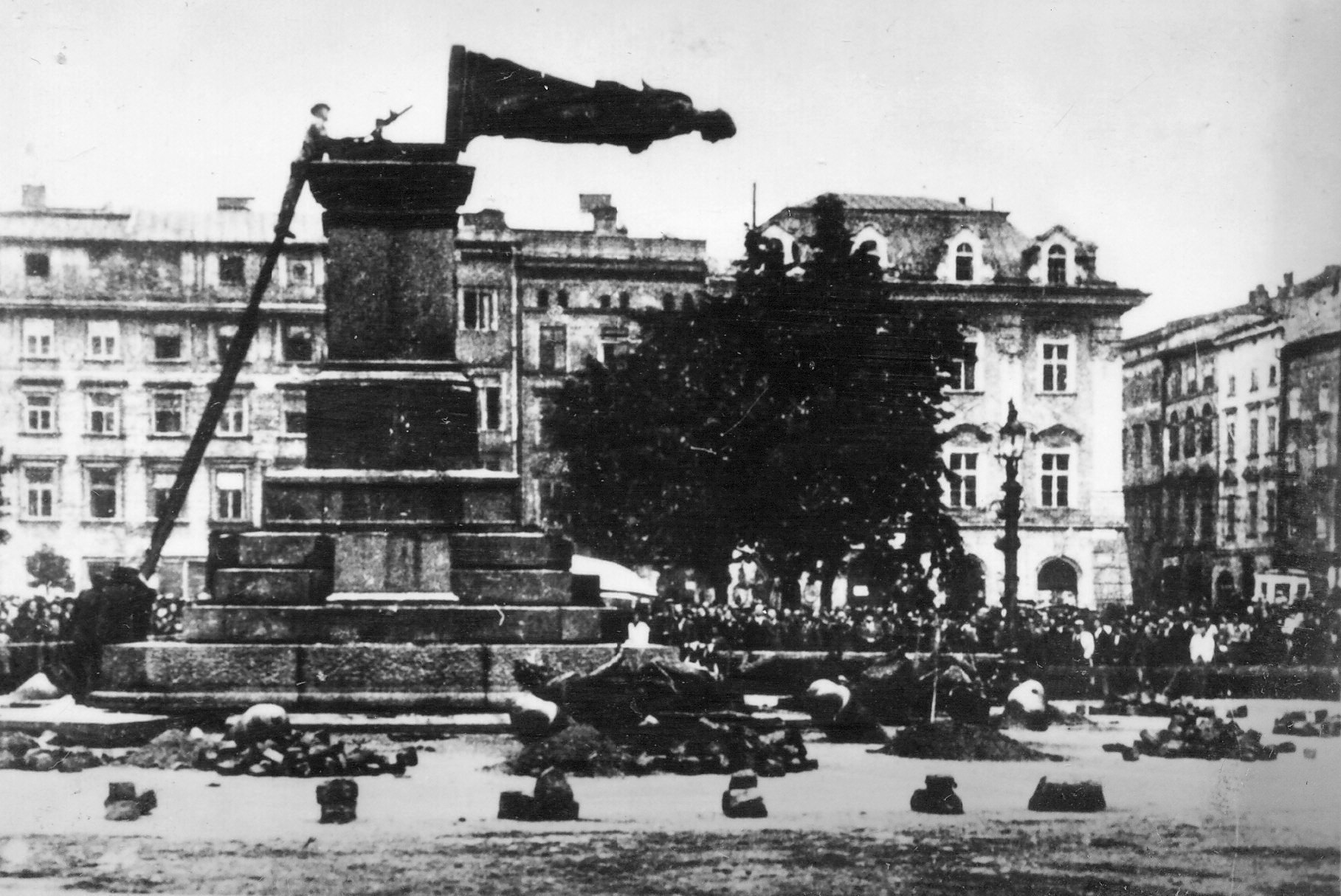
Demontaż przez Niemców pomnika Adama Mickiewicza. Kraków Rynek Główny (17 sierpnia 1940)

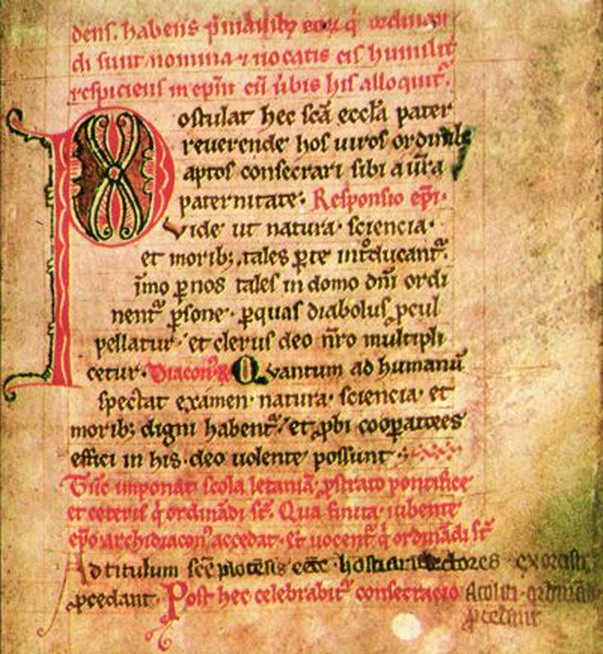
Fragment Pontyfikału Płockiego sprzedanego po wojnie na aukcji przez tajne służby NRD

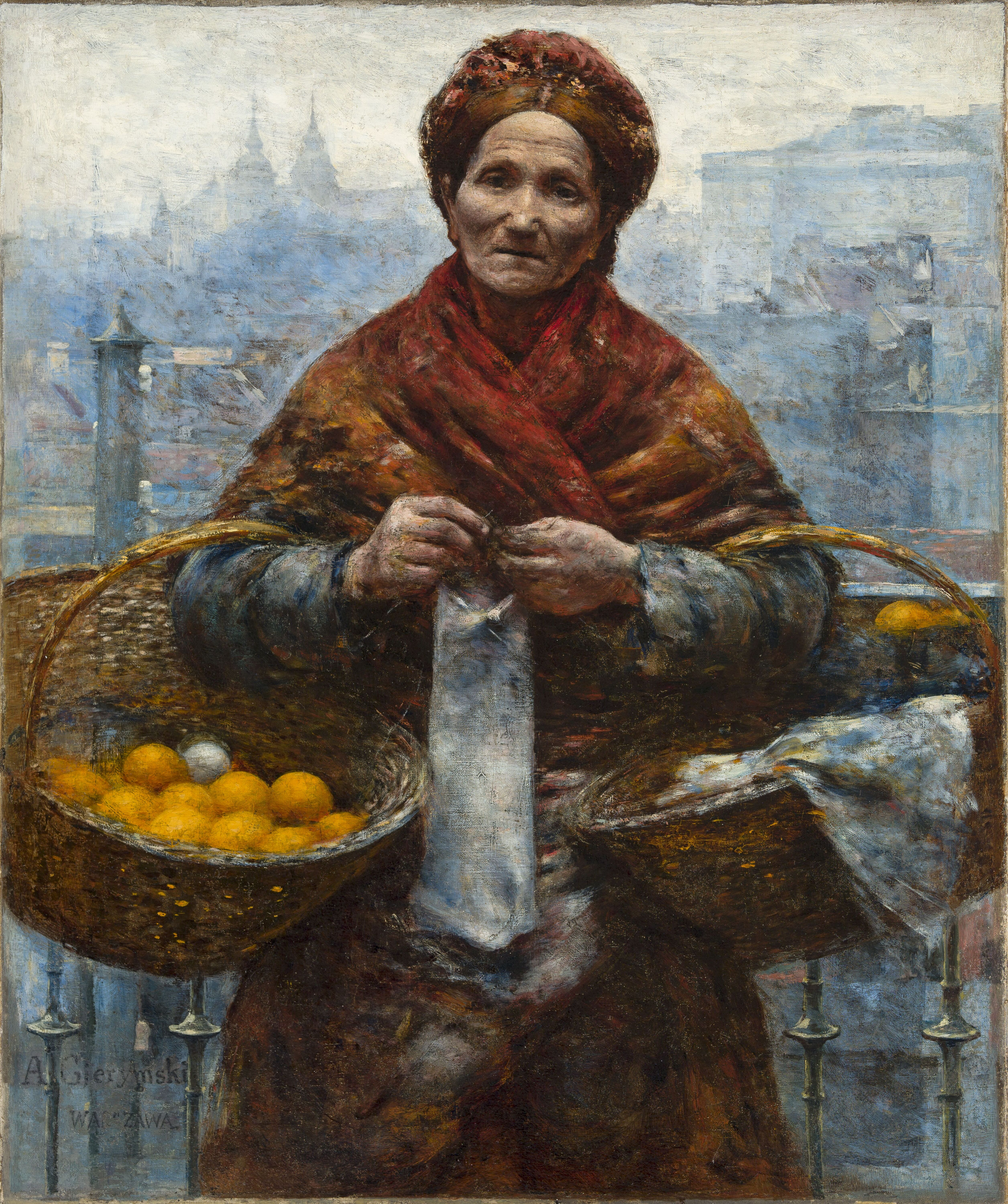
Zrabowany obraz Aleksandra Gierymskiego „Żydówka z pomarańczami”- 26 listopada 2010 pojawił się na aukcji w Niemczech

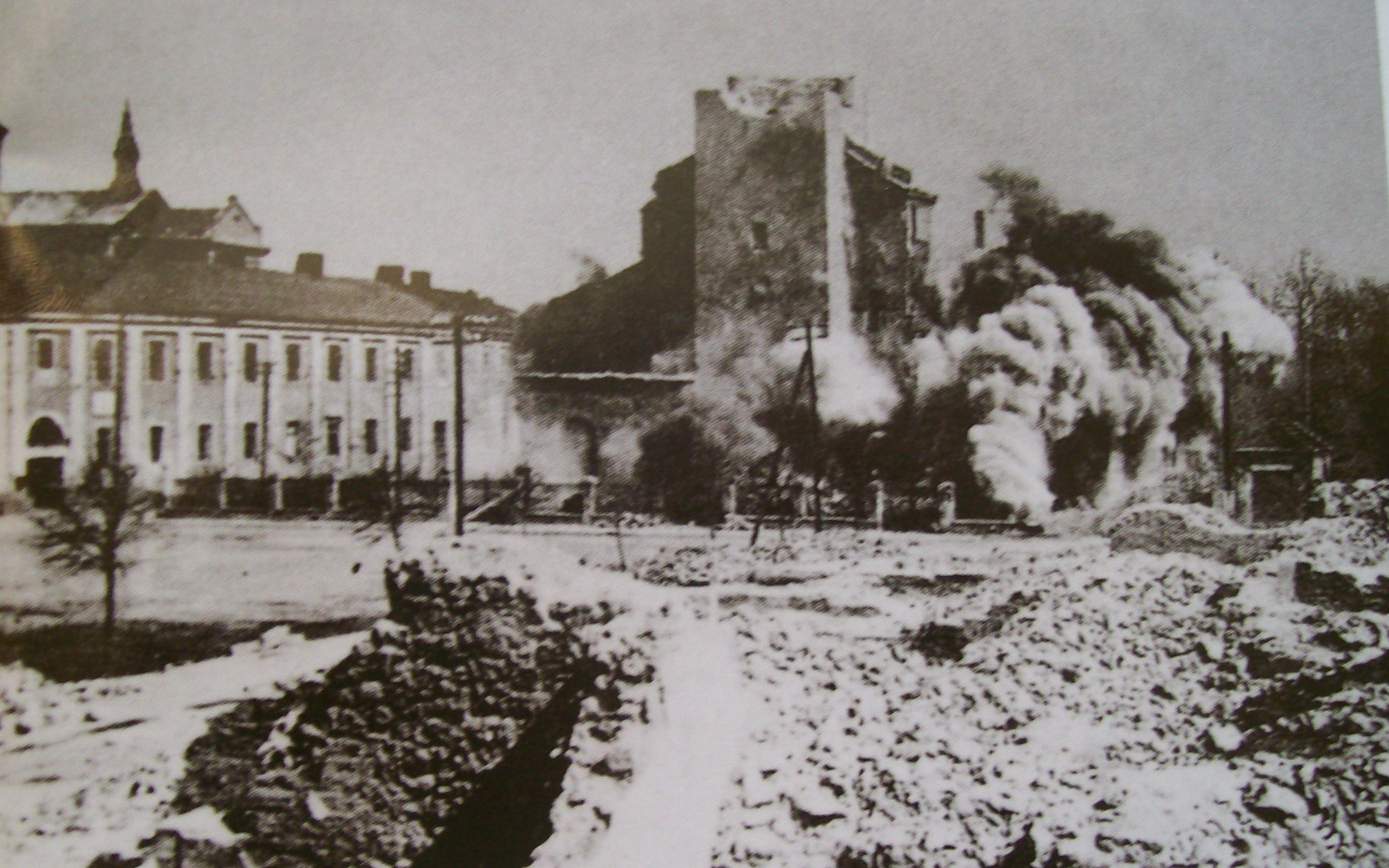
Niemcy wysadzają kościół św. Michała z XIII wieku w Wieluniu

Przygotowania do grabieży dóbr kultury rozpoczęte zostały w Niemczech jeszcze przed wybuchem działań wojennych i agresją na Polskę w 1939. Plan systematycznej grabieży państwowych i prywatnych zbiorów sztuki, których spisy zostały sporządzone przez niemieckich historyków sztuki na podstawie naukowych kontaktów przedwojennych i częstych wizyt w muzeach i kolekcjach polskich, został zrealizowany poprzez powołanie kilku organizacji, które 1 września 1939 przekroczyły granice Polski razem z regularną armią niemiecką.
Po zakończeniu kampanii wrześniowej grabież dzieł sztuki, konfiskat oraz tysięcy zwykłych rabunków (dokonywanych odrębnie przez wojsko i funkcjonariuszy nazistowskich) została usankcjonowana odpowiednimi przepisami prawnymi okupanta, łamiącymi ustalenia IV konwencji haskiej (1907) zakazującej takich praktyk. Grabież ta była realizowana przez specjalnie utworzone do tego celu organy.
Można wyodrębnić trzy zasadnicze okresy nasilenia grabieży: 1939 do 1940, grabież mienia Żydów polskich podczas likwidacji głównych gett w okresie 1942−1943 oraz okres wycofywania się pobitych wojsk niemieckich z Polski w latach 1944–1945.
Ocenę i procedurę rabunku zabytków kultury polskich z muzeów, bibliotek, zamków, dworów i mieszkań prywatnych prowadziły instytucje SS-Ahnenerbe (w ramach Einsatzgruppen), Haupttreuhandstelle Ost (HTO), oraz ekipy rzeczoznawców, niemieckich historyków sztuki, ekspertów i kustoszy z SS-Kommando Paulsen (pod kierownictwem profesora prehistorii Petera Paulsena). Działania tych organizacji koordynował minister Rzeszy Arthur Seyss-Inquart oraz Otto Wächter (w zastępstwie Seyss-Inquarta). Przy rządzie III Rzeszy funkcjonował specjalny Pełnomocnik do Rejestracji i Zabezpieczenia Dzieł Sztuki i Zabytków Kultury (Der Sonderbeauftrage für die Erfassung und Sicherung der Kunst- und Kulturschätze).
Wszelkie najważniejsze ustalenia i rozkazy rozpoczęły się od ustnego polecenia Hermanna Göringa, który chciał uporządkować ten początkowo chaotyczny proceder. Na ich mocy utworzono sieć centralnych magazynów: w Warszawie (Muzeum Narodowe w Warszawie i Muzeum Wilanowskie) oraz Krakowie (Biblioteka Jagiellońska). Proceder rabunku usankcjonował Hans Frank rozporządzeniem „o zajęciu przedmiotów sztuki” z dnia 16 grudnia 1939, ustanawiając dziewięcioosobowy sztab pod kierownictwem specjalnego pełnomocnika do „zabezpieczenia” dzieł sztuki i dóbr kultury w Generalnym Gubernatorstwie, SS-Hauptsturmführera dr Kajetana Mühlmanna (mianowany przez Göringa i realizujący bezpośrednio jego wcześniejsze wytyczne).
Po Powstaniu Warszawskim Niemcy zburzyli Warszawę i zrabowali dobra kultury.
Polskie zbiory dzieł sztuki i zabytki wywożono do Rzeszy. W ciągu pierwszych 6 miesięcy okupacji niemieckiej ograbiono Generalne Gubernatorstwo z dzieł sztuki niemalże całkowicie. Hans Frank w końcu 1942 raportował o „zabezpieczeniu” 90% polskich zbiorów sztuki i kolekcji. Ołtarz Wita Stwosza z Krakowa wywieziono do Norymbergi. Najcenniejsze eksponaty, w tym obrazy autorstwa Rafaela, Rembrandta i Leonardo da Vinci z Muzeum Narodowego, zbiory wojskowe z Muzeum Wojska oraz warszawskiej Zachęty wywieziono w ostatnim kwartale 1939 do Rzeszy. Wybrane eksponaty wstawiano także do siedzib nazistowskich dygnitarzy. Przedmioty zabytkowe z Zamku Królewskiego w Warszawie znalazły się w Muzeum Drezdeńskim. Adolf Hitler otrzymał w prezencie polską kolekcję 30 rysunków Albrechta Dürera z kolekcji Lubomirskich i Czartoryskich, zagrabionych ze Lwowa (Po wojnie rysunki Dürera zostały odnalezione przez Amerykanów i bezprawnie wydane w prywatne ręce, po czym sprzedane na licytacji w Szwajcarii, mimo że w świetle prawa były własnością publiczną, zapisaną muzeum lwowskiemu).
Zbiory wywożono do Linzu, Wrocławia, zamku Streiersberg (większość kolekcji Lanckorońskich), Bad Aussee. Do Neuhaus w Bawarii wywieziono dzieła malarskie m.in. słynną Damę z łasiczką Leonarda da Vinci i Pejzaż Rembrandta (Przedmioty te wywiózł ze sobą Hans Frank uciekając w styczniu 1945 z GG do Rzeszy). Grabież dotyczyła także bibliotek i archiwów, m.in. zbiory tzw. Gabinetu Rycin wywieziono z Biblioteki Uniwersytetu Warszawskiego w 1939, a także 4 tys. zabytkowych rękopisów. Zbiory biblioteki judaistycznej i biblioteki sejmowej w Warszawie trafiły w listopadzie 1939 do RSHA w Berlinie. Z Biblioteki Zamoyskich wywieziono unikatowy, najstarszy dokument słowiański Codex Suprasliensis. Nieliczne dzieła ocalały, m.in. arrasy wawelskie wywiezione w 1939 za granicę, a obraz Jana Matejki Bitwa pod Grunwaldem ewakuowano z warszawskiej Zachęty do Lublina we wrześniu 1939 (gdzie znajdował się w ukryciu do 1945) i inne cenne egzemplarze.
Ostateczny raport (autorstwa dr. Kajetana Mühlmanna) zawierający 80 stron i fotografie zagrabionych polskich dzieł sztuki wraz z dokumentacją, przedstawiono Göringowi w połowie 1943. W 1946 Międzynarodowy Trybunał Wojskowy w Norymberdze uznał proceder grabieży dóbr kulturalnych, majątku i niszczenie skarbów kultury narodowej za jedną ze zbrodni niemieckich w okupowanej w latach 1939–1945 Polsce.
Pod koniec okupacji, w czasie wycofywania się z Polski armii niemieckiej (ponoszącej dotkliwe porażki militarne na froncie wschodnim), konfiskaty te przybrały postać masowej grabieży.

## Grabieże radzieckie
Grabieży dokonywały także wojska radzieckie, zarówno w okresie 1939–1941, jak i w okresie późniejszym. Grabieże te były zwłaszcza widoczne na tzw. „Ziemiach Odzyskanych” (Śląsk oraz Pomorze, w tym zwłaszcza Gdańsk). W 1945 r. m.in. „zarekwirowaniu” przez administrację radziecką podległ obraz Lucasa Cranacha pt. „Madonna z Dzieciątkiem” z kolegiaty w Głogowie (obraz od 2003 r. znajduje się w Muzeum Sztuk Pięknych im. Puszkina w Moskwie).

## Dalsze losy skradzionych zabytków
Zagrabione w Polsce zabytki oraz dzieła sztuki zostały rozproszone i obecnie znajdują się na całym świecie; w Niemczech, Rosji, Stanach Zjednoczonych, Wielkiej Brytanii, a nawet w Turkmenistanie. W 1940 roku Niemcy podarowali hiszpańskim katolikom 3 wagony kościelnych kielichów, obrazów i ornatów w tzw. darze niemieckich katolików. Darem tym Niemcy starały się zachęcić Hiszpanię do udziału w wojnie u boku Hitlera. Dary te składały się z dzieł sztuki zrabowanych w polskich i czeskich kościołach.

## Rewindykacja dóbr kultury
Odzyskiwaniem zrabowanych obrazów, rzeźb i ksiąg zajmuje się zespół ds. rewindykacji dóbr kultury w Ministerstwie Spraw Zagranicznych. Corocznie udaje się mu odzyskać zaledwie trzy, cztery obiekty. Mimo starań zespołu oraz zaangażowania polskich służb dyplomatycznych do Polski powrócił jedynie niewielki procent zrabowanych dzieł sztuki.

## Muzeum Utracone
Pod auspicjami Ministerstwa Kultury i Dziedzictwa Narodowego Anna Zimecka ze Stowarzyszenia Komunikacji Marketingowej SAR zainicjowała nowy projekt internetowego muzeum, prezentującego wszystkie utracone podczas II wojny światowej przez Polskę dzieła sztuki. Siedzibą Muzeum Utraconego będzie wirtualna kopia zniszczonego w czasie II wojny światowej zabytku Warszawy o wybitnych walorach architektonicznych i kulturowych – prawdopodobnie będzie to pałac Brühla lub Pałac Saski. Pierwsza odsłona Muzeum Utraconego w Internecie miała miejsce w czasie Nocy Muzeów w 2010 r.

## Przykłady zabytków odzyskanych
- Obrazy Jana Matejki, odnalezione w 1945 w Przesiece koło Jeleniej Góry[16].
- W 1960 z Londynu, po interwencji polskich muzealników, powrócił do kraju zaginiony kielich Kazimierza III Wielkiego z 1351, dar monarchy dla kolegiaty w Trzemesznie.
- XV-wieczny wizerunek Madonny z Dzieciątkiem, zrabowany z kolekcji Konopków z ul. Foksal w Warszawie.
- W 2004 Janusz Spyra z Muzeum Śląska Cieszyńskiego odnalazł na internetowej aukcji domu aukcyjnego Sotheby’s w Londynie dwie karty XIV-wiecznego Graduału raciborskiego, które dzięki interwencji muzealników powróciły do kraju[17].
- Obraz Leona Wyczółkowskiego, przedstawiający „młodą kobietę w pracowni malarza trzymająca w ręce fotografię i patrząca na portret młodego mężczyzny”[18].
- Księgi (sądowa i ziemska) z XV i XVI w. zrabowane z Archiwum Państwowego w Krakowie; rewindykowane z Niemiec w marcu 2002.
- Dwa obrazy Juliana Fałata „Naganka na polowaniu w Nieświeżu” i „Przed polowaniem w Rytwianach” zrabowane przez Niemców podczas II wojny światowej z Towarzystwa Zachęty Sztuk Pięknych odnalezione na aukcji w USA, powróciły do Polski w 2011 roku[19].
- Obraz Anny Bilińskiej-Bohdanowiczowej – „Murzynka” skradziony z Muzeum Narodowego w Warszawie, odzyskany w 2012 r.[20]
- Obraz Aleksandra Gierymskiego – „Żydówka z pomarańczami” skradziony z Muzeum Narodowego w Warszawie, wystawiony na aukcję w mieście Buxtehude pod Hamburgiem w Niemczech, sprowadzony do Polski 27 lipca 2011 r.[21]
- Pontyfikał Płocki, który Niemcy zrabowali w roku 1940. Trzydzieści lat później został sprzedany przez tajne służby NRD na aukcji w RFN[22]. Pontyfikał został zwrócony 15 kwietnia 2015 i przekazany do skarbca płockiego Muzeum Diecezjalnego[23].
- Obraz XV-wieczny Pietas Domini z Bazyliki Mariackiej w Gdańsku, znajdował się w Gemäldegalerie w Berlinie. Odzyskany w 2020 r.[24]
- Madonna z Dzieciątkiem – obraz olejny przypisywany włoskiemu malarzowi Alessandro Turchiemu z XVI–XVII w., przed rabunkiem stanowiący element Kolekcji Lubomirskich w Przeworsku, zwrócony Polsce w 2023 r.[25]
- Obraz Godfrieda Schalckena Portret starszego mężczyzny w peruce, z laską, zrabowany w czasie II wojny światowej z Muzeum Narodowego w Warszawie, zwrócony w 2023[26][27].

## Przykłady zabytków nieodzyskanych

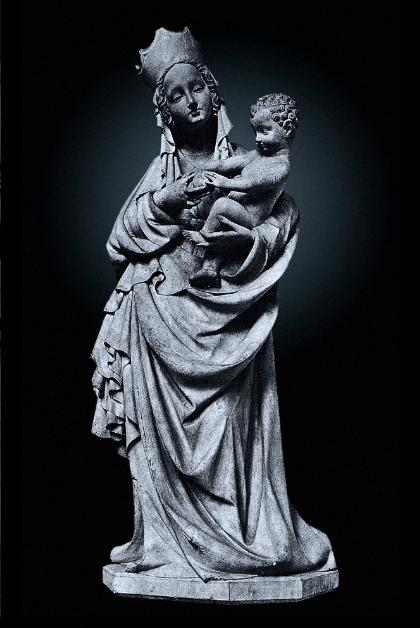
Piękna Madonna z Torunia

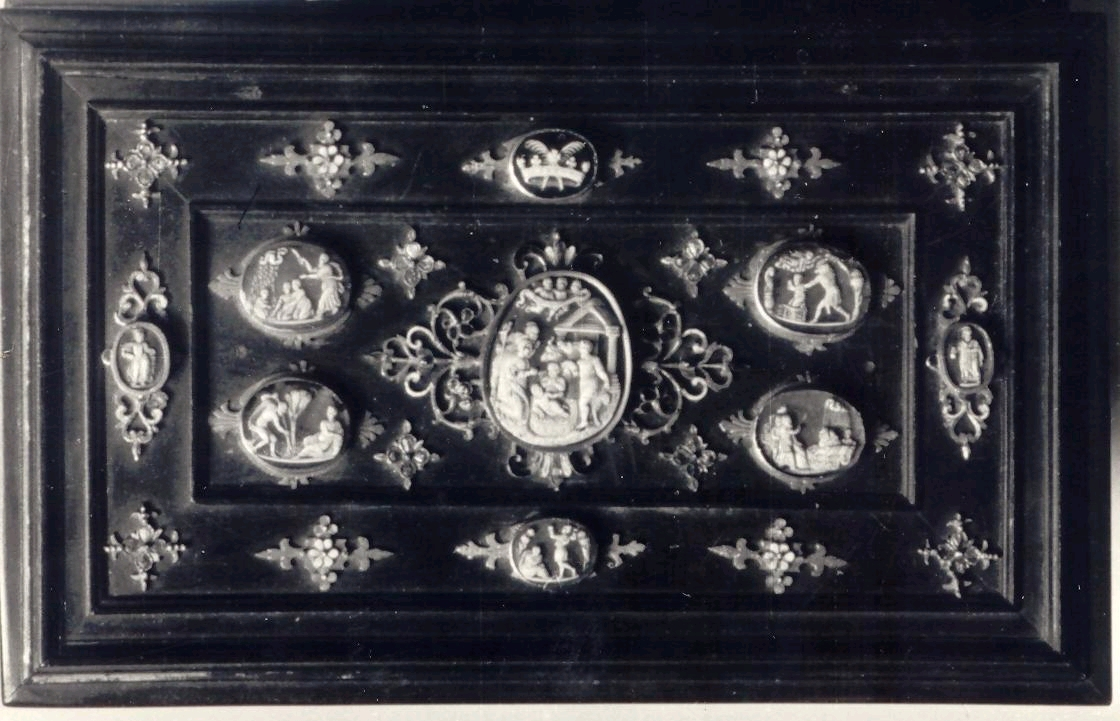
Szkatułka królowej Bony ze Szkatuły Królewskiej, wieko (1939)

- Portret młodzieńca Rafaela, zrabowany w 1940 z Muzeum Książąt Czartoryskich w Krakowie[potrzebny przypis].
- Szkatuła Królewska, w przededniu wybuchu wojny ewakuowana z Krakowa i ukryta przez Czartoryskich z pałacu w Sieniawie, zrabowana przez Niemców w 1939.
- notatnik Juliusza Słowackiego z jego podróży po Grecji i Bliskim Wschodzie, pochodzący ze zbiorów Biblioteki Ordynacji Krasińskich w Warszawie, odnaleziony w 2011 w Rosyjskiej Bibliotece Państwowej w Moskwie[28].
- Obraz „Wniebowzięcie Najświętszej Marii Panny” z Szamotuł odnaleziony w muzeum w Aszchabadzie stolicy Turkmenistanu. Ukradziony najpierw przez Niemców, po czym wywieziony przez Rosjan na wschód. MSZ wystąpiło do władz Turkmenistanu o zwrot dzieła[29].
- Obraz Matka Boska z przełomu XIV i XV w., obecnie znajduje się w Muzeum Pruskiego Dziedzictwa Kultury w Berlinie[potrzebny przypis].
- Zbiór 25 rysunków Albrechta Dürera znajdujące się przed wojną w Zakładzie im. Ossolińskich we Lwowie. Kolekcja ta została rozprzedana po wojnie i znajduje się obecnie w kilku najważniejszych muzeach amerykańskich, m.in. w Nowym Jorku, Bostonie, Chicago czy National Gallery of Art w Waszyngtonie. Kolejne trzy rysunki są w Holandii, a inne 3 w Wielkiej Brytanii. W Ossolineum we Wrocławiu pozostał jeden[potrzebny przypis].
- Kronika z XIV w. napisana po łacinie i po polsku, przechowywana w kościele św. Jakuba Apostoła w Dąbrówce Wielkopolskiej. Wypożyczona przez Uniwersytet Humboldta w Berlinie i nigdy nie zwrócona do Dąbrówki[30].
- Dwa obrazy Januarego Suchodolskiego „Sobieski pod Wiedniem” oraz „Madonna z Dzieciątkiem”[31]
- Madonna Wieluńska – srebrny relikwiarz przedstawiającego Madonnę z Dzieciątkiem przechowywanego do wybuchu II wojny światowej w Kościele św. Michała Archanioła w Wieluniu[32].
- Piękna Madonna z Torunia – gotycka rzeźba przedstawiająca Marię i Dzieciątko Jezus. Do 1944 znajdowała się w katedrze Świętych Janów w Toruniu. W obawie przed zbliżającą się Armią Czerwoną figura została wywieziona z miasta przez Niemców w nieznane miejsce[potrzebny przypis].
- Maria brzemienna (znana również jako Madonna Dobrej Nadziei), kamienna rzeźba z około 1400 roku, pierwotnie w zbiorach Muzeum Okręgowego w Toruniu, zaginiona podczas II wojny światowej[potrzebny przypis].
- Grot włóczni z Kowla – datowany na III wiek gocki artefakt pokryty inskrypcją runiczną, przechowywany był w Warszawie. Zrabowany w trakcie wojny przez Niemców, jego los pozostaje odtąd nieznany[33].

## Upamiętnienia
Poczta Polska wprowadziła do obiegu serię znaczków pocztowych, ukazujących wybrane dzieła sztuki, które zaginęły w czasie II wojny światowej: akwafortę Rembrandta van Rijn „Józef opowiadający sen” (1638), obraz Petera Paula Rubensa „Chrystus upadający pod krzyżem” (ok. 1612-15), oraz rysunek Albrechta Dürera „Exlibris Willibalda Pirckheimera” (1513).

## Galeria

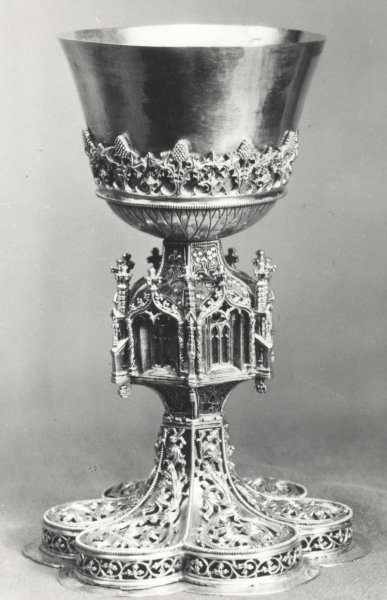
Zaginiony srebrny kielich z opactwa tynieckiego, ok. 1470-1480
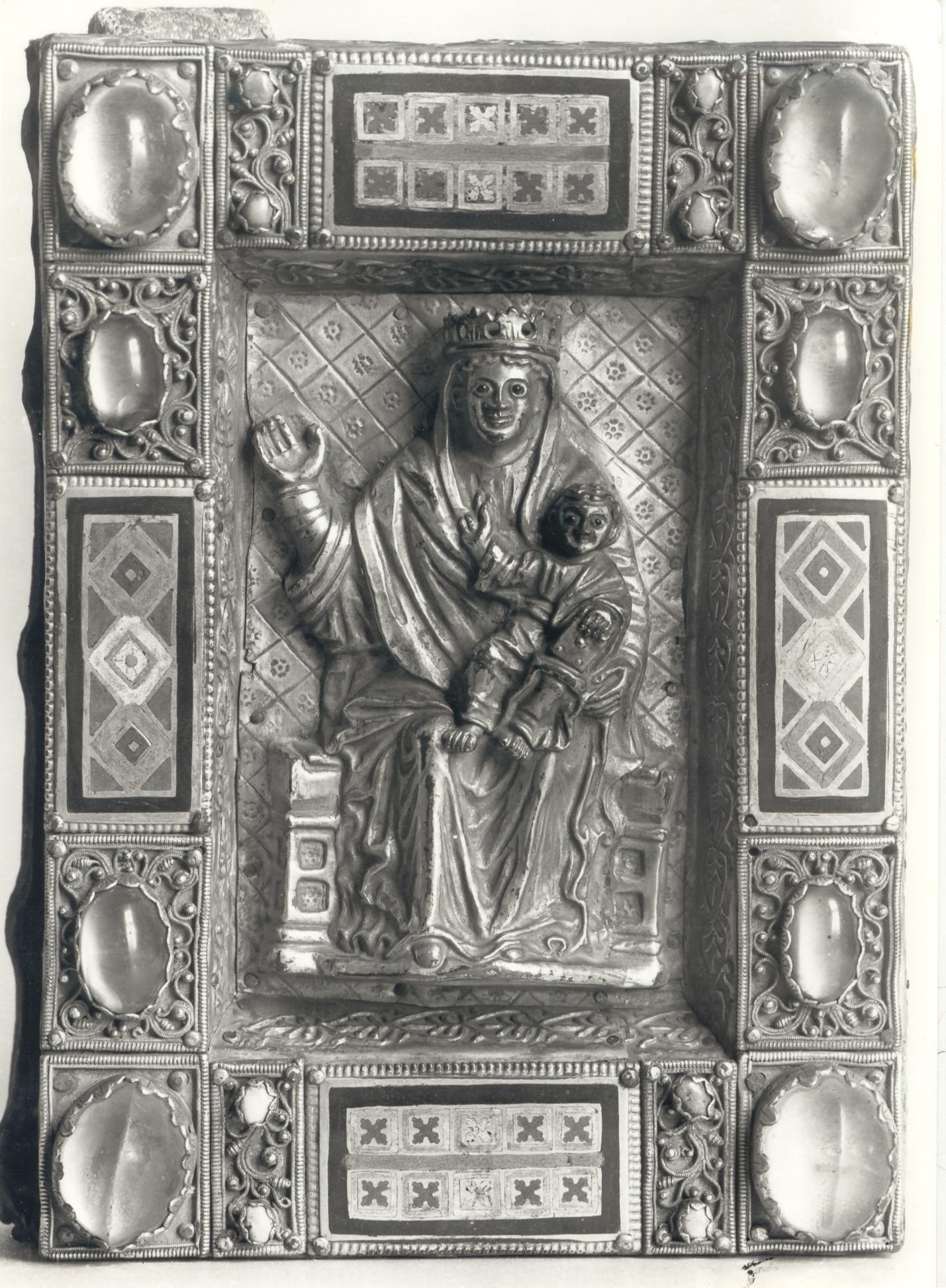
Repusowana, złocona oprawa psałterza z XII wieku
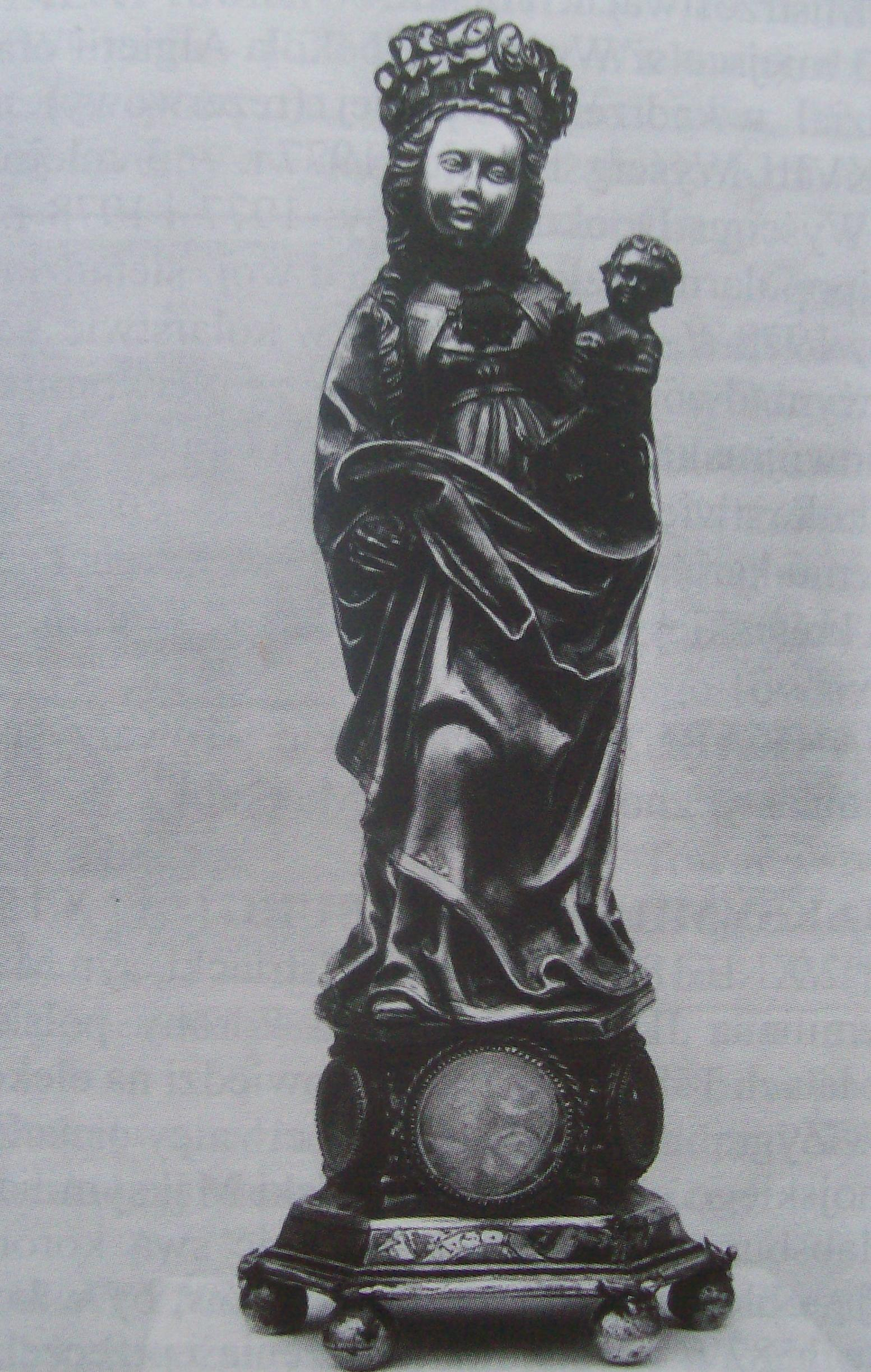
Srebrna figura Madonny Wieluńskiej, 1510
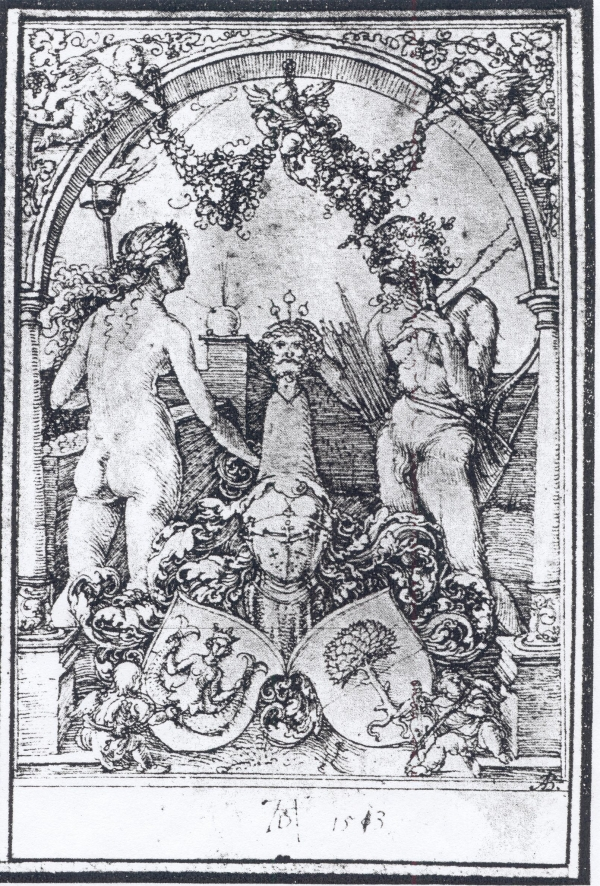
Exlibris Willibalda Pirckheimera, 1513
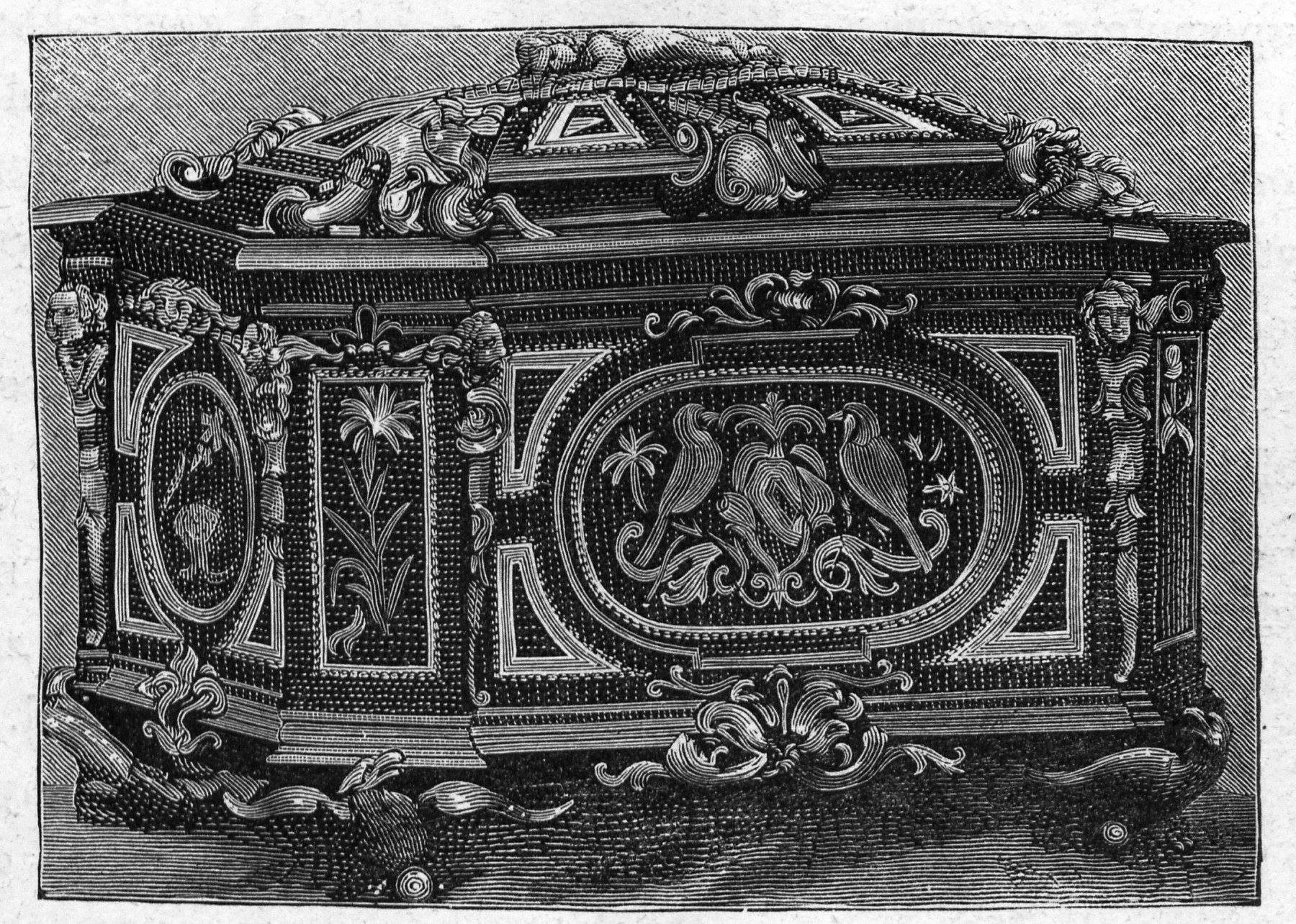
Szkatułka zdobiona pietra durą należąca do królowej Marysieńki, lata 80. XVII wieku